# Pseudo-Dionizy Areopagita
Pseudo-Dionizy Areopagita – wczesnochrześcijański autor pism teologicznych Corpus Dionysiacum, uważany za twórcę angelologii.

## Tożsamość autora
Do dziś nie ustalono tożsamości Pseudo-Dionizego. On sam pisze o sobie, że nawrócił się w wyniku wysłuchania mowy świętego Pawła na ateńskim areopagu, co potwierdzają Dzieje Apostolskie (Dz 17, 34 n.). Pseudo-Dionizy w swych pismach nazywa św. Pawła nauczycielem, ponadto adresuje listy do towarzyszy świętego – Tymoteusza i Tytusa, a także do Apostoła Jana. Twierdzi, iż był świadkiem ciemności, jaka nastała po śmierci Chrystusa na krzyżu. Euzebiusz z Cezarei w Historii kościelnej przedstawia Dionizego jako pierwszego biskupa Aten.
Z kolei tradycja francuska głosi, iż był on apostołem Galów oraz pierwszym biskupem Paryża, który zginął śmiercią męczeńską na wzgórzu Montmartre. Jednak poza świadectwem samego autora Corpus Dionysiacum nie ma żadnych dowodów na to, iż jest on występującym w Dziejach Apostolskich Dionizym Areopagitą.
Pierwsze wzmianki o dziele Pseudo-Dionizego pojawiają się ok. VI wieku w trzecim liście patriarchy Antiochii Sewera do Jana Gramatyka z Cezarei oraz w innych dziełach Sewera: Adversus Apologiam Juliani i Contra Addictiones Juliani, które powstawały między 518 a 528 rokiem. Stąd wniosek, że teksty Pseudo-Dionizego musiały zostać napisane właśnie przed tą datą. Udało się także ustalić datę, po której Corpus Dionysiacum musiało powstać. Wywnioskowano to z samego tekstu dzieła, a dokładniej z rozdziału III o hierarchii kościelnej, gdzie w opisie liturgii pojawia się śpiew Credo. Śpiew ten został wprowadzony do obrzędu Boskiej liturgii Eucharystii w kościele antiocheńskim w 476 roku przez patriarchę Piotra Folusznika.
Obecnie przeważa pogląd, że autor był Grekiem, prawdopodobnie mnichem, piszącym w Syrii, na przełomie V i VI w, uczniem neoplatonika Proklosa. Tożsamość, jaką sobie przybrał, była tylko wybiegiem zastosowanym w celu przypisania się do tradycji apostolskiej.

## Teologia
Hans von Campenhausen określa Pseudo-Dionizego jako monofizytę, a jego myśl jako mistyczno-neoplatońską.
Według Dionizego całym światem, widzialnym i niewidzialnym, rządzi święty porządek, wyznaczający każdej przeznaczonej do przebóstwienia istocie określone miejsce stosownie do stopnia jej doskonałości: zarówno aniołom, jak i członkom Kościoła. Całość posłuszna jest ruchowi przypływu i odpływu, od Boga do Boga w procesie zstępowania i wstępowania. Człowiek jest to wcielenie, nawrócenie i przebóstwienie. Etapem naszego poznawania tego, co boskie, jest badanie imion Boga. Etap ten trzeba jednak przezwyciężyć, ponieważ wszelka definicja Boga ograniczałaby niemającą granic transcendencję. Wobec tego teologia, wiedza o tym, co boskie, może być tylko negatywna (apofatyczna). Bóg nie jest dostępny poznaniu, lecz jedynie całkowitej niewiedzy. Mistyk, jak Mojżesz wstępujący na Górę Synaj, by spotkać się z Bogiem, musi przeniknąć poza wszelkie światło i wejść w mroczny obłok, który go skryje, ale który jest również źródłem wszelkiego światła.

## Oddziaływanie pism Dionizego Areopagity
Pomimo początkowego odrzucenia podczas dyskusji religijnej w Konstantynopolu w 532 roku, „Corpus Dionysiacum” z siłą prawie apostolskiego autorytetu stało się jednym z fundamentów życia duchowego najpierw w świecie greckojęzycznym zyskując szacunek tak znanych teologów, jak Święty Maksym Wyznawca. Jego pisma dotarły na Zachód jako podarunek cesarza bizantyjskiego dla cesarza Ludwika Pobożnego. Paryskie opactwo świętego Dionizego, biskupa i męczennika pokwapiło się o tłumaczenie na łacinę, którego dokonał opat Hilduin. Dwadzieścia lat później, następca Ludwika, cesarz Karol II Łysy zlecił Janowi Szkotowi Eriugenie dokonać nowego tłumaczenia. W tej formie, pisma Dionizego Areopagity opatrzone komentarzami znanego filozofa prędko zyskały na Zachodzie wielki wpływ i znaczenie, promując m.in. teologiczne pogodzenie złożoności i hierarchicznej struktury świata stworzonego z odwiecznie przekraczającym wszystko pojęciem Boga jedynego.
Reformowany dogmatyk Emil Brunner uważał Pseudo-Dionizego za główną osobę odpowiedzialną za przeniknięcie do teologii chrześcijańskiej metafizyki neoplatońskiej, która, jego zdaniem, doprowadziła do wypaczenia biblijnego obrazu Boga w teologii średniowiecznej.
Dzieła Imiona boskie oraz Teologia mistyczna składają się na najpełniejszą przed Tomaszem z Akwinu summę teologiczną.
Z myśli Dionizego czerpali inspirację Dante opisując swój Raj, a także św. Jan od Krzyża w XVI w.

### Przekłady polskie
- Pisma teologiczne (Hierarchia niebiańska, Hierarchia kościelna, Imiona Boskie, Teologia mistyczna, Listy), Maria Dzielska (tłumaczenie z greckiego) Tomasz Stępień (przedmowa), wyd. 2 (poprawione), Kraków: Znak, 2005, s. 394, ISBN 03-240-0511-0. Wydanie pierwsze: t. I–II, Kraków 1997–1999.
- Dzieła świętego Dionizjusza Areopagity. Przetłumaczył, przedmową i wstępem zaopatrzył Emanuel Bułhak. Kraków 1932.
- Imiona Boskie. Do Tymoteusza brata w kapłaństwie (rozdz. 1), przeł. M. Dzielska, konsultacja filozoficzna J. Misiek, „Znak” 48 (1996), z. 491, s. 20–27.
- O imionach bożych, przeł. E. Bułhak, słowo wstępne M.J. Gondek, Lublin: Wyd. Onion 1995.

### Opracowania
- Dzielska M., Dionizy-Areopagita, hasło w:  Powszechna Encyklopedia Filozofii,
- Kijewska A., Dionizy Areopagita (Pseudo-Dionizy), tamże pokaźna bibliografia świeżej daty.
- Stępień, T.P., Pseudo-Dionizy Areopagita chrześcijanin i platonik: polemiczne aspekty pism Corpus Dionysiacum w kontekście mowy św. Pawła na Areopagu (Dz 17,22-31), wydawca:Wydawnictwo Uniwersytetu Kardynała Stefana Wyszyńskiego, 2006, Warszawa, ISBN 83-7072-371-3, ISBN 978-83-7072-371-2.
- Teresa Benedykta od Krzyża, Drogi poznania Boga : Studium o Dionizym Areopagicie i przekład jego dzieł, G. Sowinski, Kraków: Wydawnictwo Karmelitów Bosych, 2006, ISBN 83-7305-213-5. Brak numerów stron w książce ISBN 978-83-7305-213-0.